# Paramignya trimera
Paramignya trimera är en vinruteväxtart som först beskrevs av Oliver, och fick sitt nu gällande namn av Isaac Henry Burkill. Paramignya trimera ingår i släktet Paramignya och familjen vinruteväxter. Inga underarter finns listade i Catalogue of Life.